# Мерл
Мерл (Lamprotornis) — рід горобцеподібних птахів родини шпакових (Sturnidae). Представники цього роду мешкають в Африці на південь від Сахари.

## Опис
Мерли — шпаки дрібного, середнього і великого розміру, середня довжина яких варіюється від 16 до 54 см, а вага від 45 до 155 г. Найменшим і найлегшим мерлом є сірий мерл, довжина якого становить 16-19 см, а вага 45 г. Довгохвостий мерл є найбільшим представником свого роду і одним з найбільших представників родини шпакових, його довжина сягає 54 см, з яких 60% припадає на довгий хвіст. Найважчим представником свого роду є темнощокий мерл, вага якого доже досягати 155 г, а середня вага становить 133 г.
Мерли мають переважно синє, зеленувате або блискуче забарвлення, іноді з чорними елементами. Деякі види, зокрема сірі, попелясті і бурі мерли мають сіре або коричнювате забарвлення. У кенійських та у деяких інших мерлів груди і живіт мають білий, жовтий, рудий або рудувато-коричневий відтінок. Оперенню більшості мерлів притаманний характерний металевий відблиск. Райдужки у них зазвичай мають яскравий жовтий або червоний колір.

## Поведінка
Мерли живуть в різноманітних природних середовищах, від вологих тропічних лісів до рідколісь і садів. Вони живляться переважно комахами, яких шукають на землі, а також дрібними плодами і ягодами та нектаром. Деякі види також шукають відходи поблизу людських поселень. 
Мерли є соціальними птахами. під час негніздового періоду вони формують великі зграї, які можуть нараховувати до кількох сотень, а у деяких випадках до кількох тисяч птахів. Це моногамні птахи, формують тривалі пари. Мерли гніздяться в дуплах дерев, іноді використовують покинуті дупла дятлів і лібій або штучні гніздівлі. Більшість видів ведуть осілий або кочовий спосіб життя, однак сомалійські мерли є мігруючими.

## Види
Виділяють 23 види:
- Мерл капський (Lamprotornis nitens)
- Мерл зелений (Lamprotornis chalybaeus)
- Мерл синьощокий (Lamprotornis chloropterus)
- Мерл міомбовий (Lamprotornis elisabeth)[8]
- Мерл бронзовохвостий (Lamprotornis chalcurus)
- Мерл темнощокий (Lamprotornis splendidus)
- Мерл принсипійський (Lamprotornis ornatus)
- Мерл райдужний (Lamprotornis iris)
- Мерл пурпуровий (Lamprotornis purpureus)
- Мерл бронзовоголовий (Lamprotornis purpuroptera)
- Мерл довгохвостий (Lamprotornis caudatus)
- Мерл золотогрудий (Lamprotornis regius)
- Мерл темний (Lamprotornis mevesii)
- Мерл великий (Lamprotornis australis)
- Мерл гострохвостий (Lamprotornis acuticaudus)
- Мерл багатобарвний (Lamprotornis superbus)
- Мерл кенійський (Lamprotornis hildebrandti)
- Мерл сомалійський (Lamprotornis shelleyi)
- Мерл рудочеревий (Lamprotornis pulcher)
- Мерл попелястий (Lamprotornis unicolor)
- Мерл сірий (Lamprotornis fischeri)
- Мерл бурий (Lamprotornis bicolor)
- Мерл строкатий (Lamprotornis albicapillus)

За результатами низки молекулярно-філогенетичних досліджень чотири види, яких раніше відносили до родів Spreo (S. bicolor, S. fisherii і S. albicapillus) і Coccycolius (C. iris) були включені до роду Lamprotornis. Натомість три види, яких раніше відносили до цього роду, були переведені до відновлених родів Hylopsar і Hylopsar

## Етимологія
Наукова назва роду Lamprotornis походить від сполучення слів дав.-гр. λαμπρος — величний, блискучий і ορνις — птах.